# Evelyn Keyes

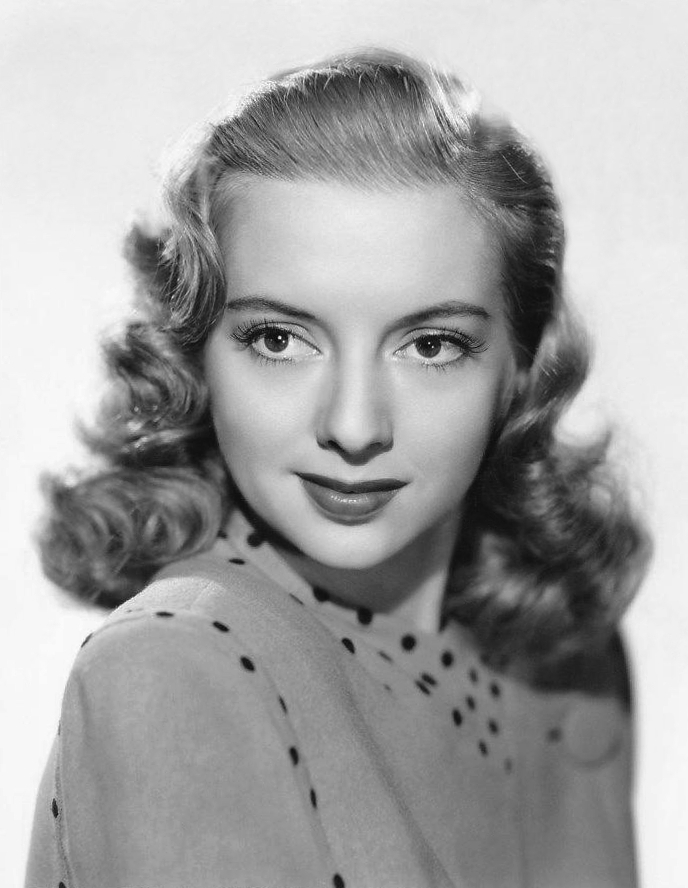
Evelyn Keyes (1941)

Evelyn Keyes (* 20. November 1916 in Port Arthur, Texas; † 4. Juli 2008 in Montecito, Kalifornien) war eine US-amerikanische Schauspielerin.

## Leben
Evelyn Keyes arbeitete zunächst als Tänzerin und wurde mit 18 Jahren von Hollywood-Regisseur Cecil B. DeMille unter Vertrag genommen. Nach einigen eher unbedeutenden Filmen bekam Keyes 1939 die Rolle von Scarletts O’Haras jüngerer Schwester Suellen im Filmklassiker Vom Winde verweht. Anschließend unterschrieb Keyes einen Vertrag bei Columbia Pictures und spielte zahlreiche weibliche Hauptrollen in Filmen wie Urlaub vom Himmel (1941) und Der Jazzsänger (1946). 1955 war sie in Billy Wilders Das verflixte 7. Jahr als eine in den Urlaub fahrende Ehefrau zu sehen, deren Ehemann beinahe eine Affäre mit Marilyn Monroe beginnt. Ab Mitte der 1950er-Jahre stand sie nur noch in unregelmäßigen Abständen vor der Kamera. Zuletzt trat sie 1993 als Gaststar in der Krimiserie Mord ist ihr Hobby auf. Insgesamt war sie in mehr als 50 Film- und Fernsehproduktionen zu sehen.
Evelyn Keyes war ab 1938 mit Barton Bainbridge verheiratet, der 1940 Suizid beging. Von 1943 bis 1945 war sie mit dem Regisseur Charles Vidor verheiratet, anschließend von 1946 bis 1950 mit John Huston. Ab 1953 war sie mit dem Theaterproduzenten Michael Todd liiert, der später Elizabeth Taylors dritter Ehemann wurde. Schließlich heiratete Keyes 1957 den Bandleader Artie Shaw. Die beiden trennten sich in den 1970er Jahren, die Scheidung erfolgte jedoch erst 1985. 1977 veröffentlichte Keyes ihre Autobiografie Scarlett O’Hara’s Younger Sister: My Lively Life In and Out of Hollywood. Darin gab sie unter anderem an, dass sie infolge einer Abtreibung vor dem Dreh von Vom Winde verweht keine Kinder bekommen konnte.
Keyes starb 2008 im Alter von 91 Jahren in ihrem letzten Wohnort Montecito, Kalifornien. Ihr Grab befindet sich auf dem Waco Baptist Church Cemetery in Haralson County, Georgia.

## Filmografie (Auswahl)
- 1938: Der Freibeuter von Louisiana (The Buccaneer)
- 1938: Sons of the Legion
- 1939: Sudden Money
- 1939: Union Pacific
- 1939: Vom Winde verweht (Gone With the Wind)
- 1939: Slightly Honorable
- 1940: The Lady in Question
- 1940: Before I Hang
- 1940: Beyond the Sacramento
- 1941: Das Gesicht hinter der Maske (The Face Behind the Mask)
- 1941: Urlaub vom Himmel (Here Comes Mr. Jordan)
- 1941: Das Geheimnis der drei Schwestern (Ladies in Retirement)
- 1942: The Adventures of Martin Eden
- 1942: Flight Lieutenant
- 1943: Desperados – Aufruhr der Gesetzlosen (The Desperadoes)
- 1943: Dangerous Blondes
- 1943: There’s Something About a Soldier
- 1944: Nine Girls
- 1944: Strange Affair
- 1945: 1001 Nacht (A Thousand and One Nights)
- 1946: Gehaßt, gejagt, gefürchtet (Renegades)
- 1946: Sambafieber (The Thrill of Brazil)
- 1946: Der Jazzsänger (The Jolson Story)
- 1947: Johnny O’Clock
- 1948: Ein Mann für Millie (The Mating of Millie)
- 1948: Betrogene Jugend (Enchantment)
- 1949: Der Mann, der zu Weihnachten kam (Mr. Soft Touch)
- 1949: Mrs. Mike
- 1950: The Killer That Stalked New York
- 1951: Piraten von Macao (Smuggler’s Island)
- 1951: Dem Satan singt man keine Lieder (The Prowler)
- 1951: Ausgezählt (Iron Man)
- 1952: One Big Affair
- 1952: C’est arrivé à Paris
- 1953: Schuß im Dunkel (Rough Shot)
- 1953: Taxi 539 antwortet nicht (99 River Street)
- 1955: Fluggeschwader LB 17 greift ein (Top of the World)
- 1955: Das verflixte 7. Jahr (The Seven Year Itch)
- 1956: In 80 Tagen um die Welt (Around the World in Eighty Days)
- 1968: The Ugliest Girl in Town (TV-Serie, eine Folge)
- 1970: Mädchen in den Wolken (From a Bird’s Eye View) (TV-Serie, eine Folge)
- 1983: Love Boat (The Love Boat) (TV-Serie, eine Folge)
- 1985–1993: Mord ist ihr Hobby (Murder, She Wrote) (TV-Serie, drei Folgen)
- 1987: Salem II – Die Rückkehr (A Return to Salem’s Lot)
- 1989: Tanz der Hexen (Wicked Stepmother)